# Israel Dagg
Israel Jamahl Akuhata Dagg (Marton, 6 de junio de 1988) es un exjugador neozelandés de rugby que se desempeñaba como fullback. Fue internacional con los All Blacks de 2010 a 2017 y se consagró campeón del Mundo en Nueva Zelanda 2011.

## Carrera
Debutó en la Mitre 10 Cup con 18 años recién cumplidos en 2006 y con Hawke's Bay Rugby.
Se unió al australiano Pat McCabe, al galés Sam Warburton y al sudafricano Patrick Lambie como las jóvenes estrellas de su generación que debieron retirarse prematuramente por las graves lesiones sufridas.

### Super Rugby
Dagg debutó en el Super Rugby 2009 con los Highlanders. Desde el Super Rugby 2011 al Super Rugby 2019 jugó en los Crusaders, cuando se retiró debido a una grave lesión en la rodilla.

## Selección nacional
Graham Henry lo convocó a los All Blacks para los test matches de mitad de año 2010 y allí debutó contra el XV del Trébol siendo titular.
Integró el equipo que enfrentó a los British and Irish Lions durante la histórica Gira de 2017. Dagg fue titular en los tres test matches.
Su último partido fue ante los Pumas en 2017. En total jugó 66 partidos y marcó 138 puntos.

### Participaciones en Copas del Mundo
Participó en Nueva Zelanda 2011 donde fue titular en los cinco partidos que jugó y los locales se consagraron campeones del Mundo.
| Mundial                       | Sede          | Resultado | PJ | Tries |
| ----------------------------- | ------------- | --------- | -- | ----- |
| Copa Mundial de Rugby de 2011 | Nueva Zelanda | Campeón   | 5  | 5     |

## Triunfos
- Campeón de The Rugby Championship de 2010, 2012, 2013, 2014, 2016 y 2017.
- Campeón del Super Rugby de 2017 y 2018.